# Bengt Skytte

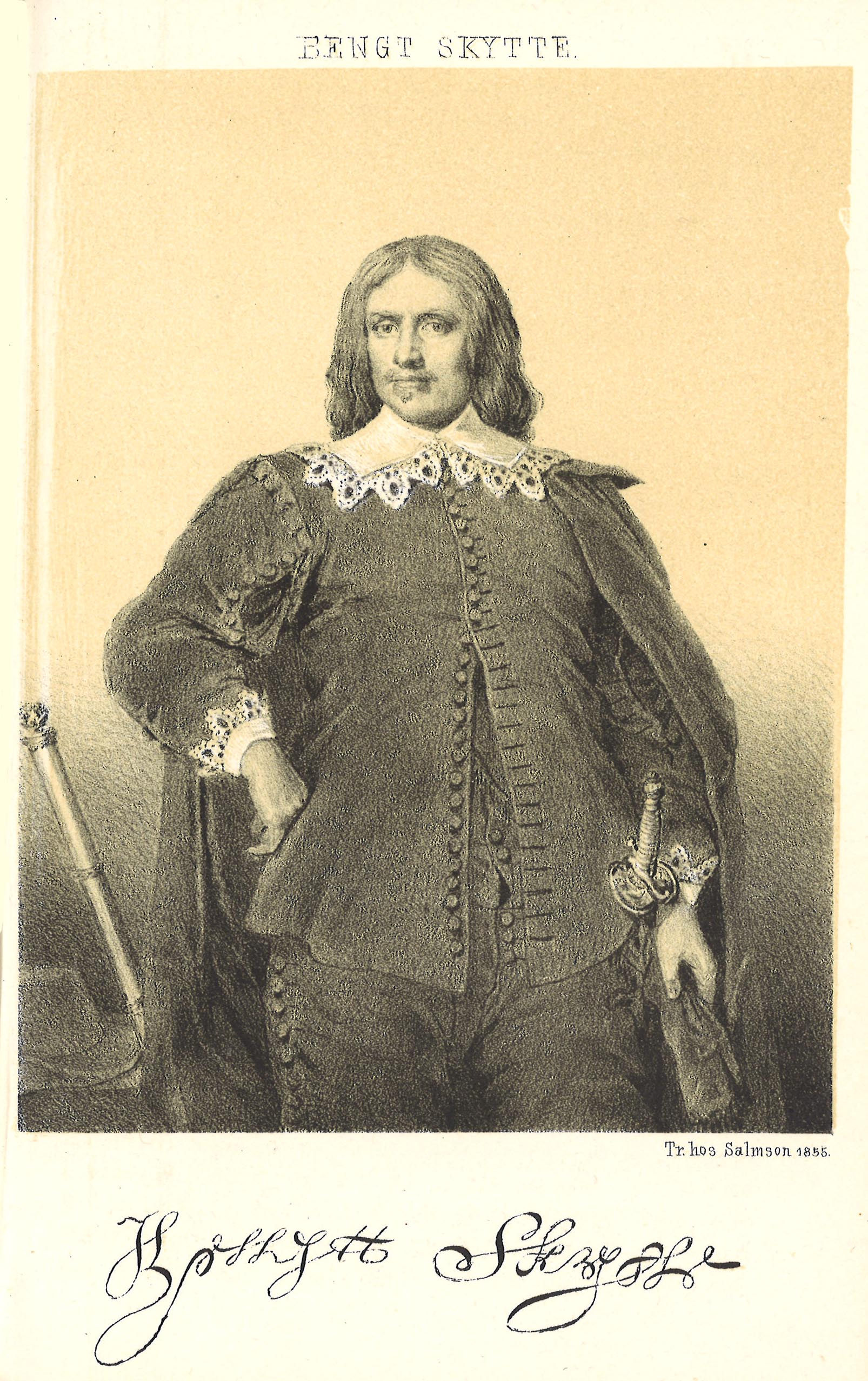
Bengt Skytte ad Duderhof.

Bengt Skytte af Duderhof född 30 september 1614 i Stockholm, död 23 juli 1683 i Hamburg, var ett svenskt riksråd och landshövding.

## Biografi
Bengt Skytte föddes 1614 och döptes 9 oktober samma år i Sankt Nikolai församling, Stockholm. Han var son till riksrådet Johan Skytte (grundaren till den Skytteanska professuren vid Uppsala universitet) och Maria Näf (Neaf). Skytte blev i oktober 1624 student vid Uppsala universitet. Han studerade även vid Dorpats universitet. År 1629 följde han med den svenska ambassadören Jacob Spens till England. Skytte och hans bror dubbades samma år till riddare av kung Karl I av England. Han blev 1633 kammarherre hos drottning Kristina, assessor i räknekammaren och 1640 kammarråd.
Skytte blev populär hos drottningen genom sin lärdom, sin kvickhet och smidigt uppförande. Han blev 1646 landshövding i Uppsala län och 1647 även landshövding i Stockholms län, en befattning han avsade sig 1649. Han var lantmarskalk vid riksdagen i Stockholm 1647, utnämndes 1648 till riksråd och 1648 till kansler för Dorpats universitet.  
Drottning Kristinas nyckfullhet och Skyttes benägenhet till avundsjuka och oroligt sinnelag ledde dock till att han förlorade sin popularitet hos drottningen. 1651 reste han utan tillstånd till Konstantinopel och förhandlade på vägen med furste Georg II Rákóczy i Siebenbürgen, som redan då var intresserad av att angripa Polen (vilket genomfördes 1655 då Karl X Gustavs polska krig inleddes), och kom hem först 1652. Han anklagades då för att ha varit delaktig i Messeniernas sammansvärjning för att avsätta Kristina, men frikändes på grund av brist på bevis. Skytte återfick Kristinas förtroende och vågade till och med fråga om att upphöjas i grevligt stånd, vilket dock misslyckades.
I riksrådet förespråkade Skytte i december 1654 att starta krig mot Polen, och argumenterade för den nytta Sverige skulle kunna ha av att komma i besittning av Preussen. 1655 blev han ståthållare i Estland. 1655 fick han också under en tid leda Sveriges angelägenheter i Litauen och förmådde hertig Jakob av Kurland att förklara sig vara svenska kronans vasall. Han lämnade guvernörsposten i Estland 1656, vilket tycks bero på att han hamnat i onåd hos Karl X Gustav.
Under slutet av Karl X regeringstid levde han som privatperson i London, där han ihärdigt försökte göra propaganda för bildandet av ett stort protestantiskt statsförbund under svensk ledning. Han vistades sedan i Tyskland, men tvingades på regeringens order resa hem till Sverige i början av 1662 där han återtog sin plats i riksrådet, vilket inte var uppskattat bland de övriga riksråden.
Med tydlig avsikt att avlägsna honom, utnämndes han 1663 av regeringen till president i Wismarska tribunalet och till svensk legat i Tyskland. Vid årets slut hade han fortfarande inte rest. Regeringen förklarade då i tydliga ordalag att han genast skulle bege sig till Tyskland, men Skytte fördröjde resan under allehanda förevändningar. Han ville nämligen stanna i Stockholm under riksdagen 1664 i sin roll som främste anhängare och rådgivare till hertig Adolf Johan, som sedan 1660 inte längre hade några offentliga uppdrag. Under riksdagen tvingades Skytte dock två gånger att framföra till hertigen att hans uppträdande hade varit olämpligt.  Vid riksdagens slut avsattes Skytte från alla sina ämbeten på grund av sin rådgivning till hertigen. Detta har även tillskrivits hans "gudlösa leverne" och vanskötsel av ämbetet samt politiska intriger.
Skytte begav sig därefter till Tyskland och Frankrike och presenterade för kurfursten Fredrik Vilhelm I av Brandenburg en plan att inrätta en akademi för lärda från alla länder. Kurfursten började att genomföra planen då han 22 april 1667 utfärdade en inbjudning till lärda och konstnärer samt religiöst eller politiskt förtryckta i alla länder för att grundlägga en stad av lärda, ett "Universitas Brandenburgica gentium, scientiarum et artium". Detta skulle, rikt försett med privilegier, få sitt säte i Tangermünde. När genomförandet av planen stötte på stora svårigheter, övergavs den redan efter ett år.
Skytte förde därefter ett kringflackande liv i flera länder och gjorde fåfänga försök hos Karl XI att åter få ett ämbetet i svensk tjänst. Han avled fattig och nödställd i Hamburg. Han gravsattes i Skytteanska gravkoret i Uppsala domkyrka.
Skytte har beskrivits som en man som var mycket intelligent och kunnig, men också opålitlig, falsk, benägen till intriger, orolig till naturen samt med bristande moral.

### Familj
Skytte gifte sig första gången 8 december 1636 med friherrinnan Christina Sparre (1619–1669). Hon var dotter till rikskammarrådet och ståthållaren Carl Sparre och Margareta Axelsdotter (Natt och Dag). De fick tillsammans barnen Carolus Skytte (1639–1640), Maria Skytte (död 1703) och Hedvig Skytte (död 1668).
Skytte gifte sig andra gången på 1670-talet med Eva Mörner.
Efter faderns och moderns död ärvde han egendomen Grönsö slott i Uppland.